# Albert Rudbeck Lindhardt
Albert Rudbeck Lindhardt, född 12 juli 2001, är en dansk skådespelare.
Albert Rudbeck Lindhardt har bland annat medverkat den danska julkalendern Den andra världen från 2016. Han har även medverkat i TV-serien En familj som vår där han spelar en av huvudrollerna, Elías.

## Filmografi (i urval)
- 2016 – Den andra världen (TV-serie)
- 2016 – Familjen Jul i Tomteland
- 2017 – Agatha – Granndetektiven
- 2018 – Glaslandet
- 2024 – En familj som vår (TV-serie)